# Rob Burrow
Pour les articles homonymes, voir Burrow.

a Compétitions nationales et continentales officielles uniquement.

b Matchs officiels uniquement.
Rob Burrow, né le 26 septembre 1982 à Pontefract (Angleterre) et mort le 2 juin 2024 à Wakefield, est un joueur de rugby à XIII anglais évoluant au poste de demi de mêlée ou de talonneur dans les années 2000 et 2010. Il dispute la coupe du monde 2008 et 2013 avec l'Angleterre. En club, Rob Burrow ne connaît qu'un seul club : les Rhinos de Leeds, avec qui il remporte huit titres de Super League (2004, 2007, 2008, 2009, 2011, 2012, 2015 et 2017), trois World Club Challenge (2005, 2008 et 2012), et est désigné à deux reprises à titre individuel « joueur du match » en finale de Super League (2007 et 2011).
Il prend sa retraite sportive en 2018.
L'annonce de sa maladie fin des années 2010 – il est atteint de la maladie de Charcot – provoque un grand émoi dans la communauté treiziste britannique.

## Biographie
À la fin des années 2010, on apprend que le joueur est atteint de la maladie de Charcot. Mais « la maladie ayant été diagnostiquée très tôt, Rob Burrow pourrait être éligible pour tester un nouveau traitement, qui pourrait augmenter ses chances de survie ». 
Rob Burrow décède le 2 juin 2024 à l'âge de 41 ans à l'hôpital Pinderfields de Wakefield,,,. Il est incinéré à Pontefract le 7 juillet.

## Palmarès
- Collectif :
  - Vainqueur du World Club Challenge : 2005, 2008 et 2012 (Rhinos de Leeds).
  - Vainqueur de la Super League : 2004, 2007, 2008, 2009, 2011, 2012, 2015 et 2017 (Rhinos de Leeds).
  - Vainqueur de la Challenge Cup : 2014 et 2015 (Rhinos de Leeds).
  - Finaliste du World Club Challenge : 2009, 2010, 2013 et 2016 (Rhinos de Leeds).
  - Finaliste de la Super League : 2005 (Rhinos de Leeds).
  - Finaliste de la Challenge Cup : 2003, 2005, 2010, 2011 et 2012 (Rhinos de Leeds).

- Individuel
  - Meilleur demi de mêlée de la Super League : 2005, 2007 et 2008 (Rhinos de Leeds).
  - Meilleur joueur de la finale de la Super League : 2007 et 2011 (Rhinos de Leeds).

### Détails en sélection
| 1.  | 24 octobre 2004  | Russie                | 98-4  | Coupe d'Europe | Remplaçant    | 0  | 0 | - | - |
| 2.  | 24 octobre 2004  | France                | 42-4  | Coupe d'Europe | Remplaçant    | 12 | 3 | - | - |
| 3.  | 7 novembre 2004  | Irlande               | 36-12 | Coupe d'Europe | Talonneur     | 16 | 1 | 6 | - |
| 4.  | 27 juin 2008     | France                | 56-8  | Amical         | Demi de mêlée | 6  | 0 | 3 | - |
| 5.  | 25 octobre 2008  | Papouasie-Nlle-Guinée | 32-22 | Coupe du monde | Demi de mêlée | 0  | 0 | - | - |
| 6.  | 2 novembre 2008  | Australie             | 4-52  | Coupe du monde | Demi de mêlée | 0  | 0 | - | - |
| 7.  | 8 novembre 2008  | Nouvelle-Zélande      | 24-36 | Coupe du monde | Demi de mêlée | 8  | 2 | - | - |
| 8.  | 15 novembre 2008 | Nouvelle-Zélande      | 22-32 | Coupe du monde | Demi de mêlée | 6  | 0 | 3 | - |
| 9.  | 27 octobre 2012  | Pays de Galles        | 80-12 | Amical         | Remplaçant    | 4  | 1 | - | - |
| 10. | 3 novembre 2012  | France                | 44-6  | Amical         | Remplaçant    | 0  | 0 | - | - |
| 11. | 11 novembre 2012 | France                | 48-4  | Amical         | Remplaçant    | 4  | 1 | - | - |
| 12. | 9 novembre 2013  | Fidji                 | 34-12 | Coupe du monde | Remplaçant    | 4  | 1 | - | - |
| 13. | 23 novembre 2013 | Nouvelle-Zélande      | 18-20 | Coupe du monde | Remplaçant    | 0  | 0 | - | - |

### Statistiques
| Saison | Saison       | Championnat  | Championnat | Championnat | Championnat | Championnat | Championnat | Championnat | Coupe         | Coupe       | Sélection | Sélection | Sélection | Sélection | Sélection | Sélection | Sélection |
| Saison | Saison       | Comp.        | Class.      | M           | Pts         | Ess.        | Buts        | Dp.         | Comp.         | Class.      | Comp.     | M         | Pts       | Ess.      | Buts      | Dp.       |           |
| ------ | ------------ | ------------ | ----------- | ----------- | ----------- | ----------- | ----------- | ----------- | ------------- | ----------- | --------- | --------- | --------- | --------- | --------- | --------- | --------- |
| 2001   | Leeds Rhinos | Super League | Barrages    | 17          | 74          | 7           | 16          | -           | Challenge Cup | 1/2 finale  |           |           |           |           |           |           |           |
| 2002   | Leeds Rhinos | Super League | Barrages    | 26          | 40          | 7           | 6           | -           | Challenge Cup | 1/2 finale  |           |           |           |           |           |           |           |
| 2003   | Leeds Rhinos | Super League | 1/2 finale  | 29          | 55          | 12          | 3           | 1           | Challenge Cup | Finaliste   |           |           |           |           |           |           |           |
| 2004   | Leeds Rhinos | Super League | Champion    | 30          | 68          | 12          | 10          | -           | Challenge Cup | 1/8 finale  |           | 3         | 30        | 4         | 6         | -         |           |
| 2005   | Leeds Rhinos | Super League | Finaliste   | 28          | 142         | 21          | 29          | -           | Challenge Cup | Finaliste   |           | 1         | -         | -         | -         | -         |           |
| 2006   | Leeds Rhinos | Super League | Barrages    | 29          | 122         | 13          | 35          |             | Challenge Cup | 1/2 finale  |           |           |           |           |           |           |           |
| 2007   | Leeds Rhinos | Super League | Champion    | 28          | 59          | 13          | 3           | 1           | Challenge Cup | 1/8 finale  |           | 4         | 30        | 2         | 11        | -         |           |
| 2008   | Leeds Rhinos | Super League | Champion    | 29          | 72          | 13          | 10          | -           | Challenge Cup | 1/2 finale  |           | 5         | 14        | 2         | 3         | -         |           |
| 2009   | Leeds Rhinos | Super League | Champion    | 25          | 41          | 9           | 1           | 2           | Challenge Cup | 1/16 finale |           |           |           |           |           |           |           |
| 2010   | Leeds Rhinos | Super League | 1/2 finale  | 21          | 46          | 5           | 13          |             | Challenge Cup | Finaliste   |           |           |           |           |           |           |           |
| 2011   | Leeds Rhinos | Super League | Champion    | 29          | 49          | 11          | 2           | 1           | Challenge Cup | Finaliste   |           |           |           |           |           |           |           |
| 2012   | Leeds Rhinos | Super League | Champion    | 25          | 44          | 11          | -           | -           | Challenge Cup | Finaliste   |           | 3         | 6         | 2         | -         | -         |           |
| 2013   | Leeds Rhinos | Super League | 1/2 finale  | 29          | 32          | 7           | 2           | -           | Challenge Cup | 1/8 finale  |           | 2         | 4         | 1         | -         | -         |           |
| 2014   | Leeds Rhinos | Super League | Barrages    | 16          | 30          | 7           | 1           | -           | Challenge Cup | Vainqueur   |           |           |           |           |           |           |           |
| 2015   | Leeds Rhinos | Super League | Champion    | 26          | 44          | 11          | -           | -           | Challenge Cup | Vainqueur   |           |           |           |           |           |           |           |
| 2016   | Leeds Rhinos | Super League | 9e          | 29          | 20          | 5           | -           | -           | Challenge Cup | 1/8 finale  |           |           |           |           |           |           |           |
| 2017   | Leeds Rhinos | Super League | Champion    | 22          | 30          | 5           | 5           | -           | Challenge Cup | Demi-finale |           |           |           |           |           |           |           |

## Vidéographie
Interview de Rob Burrow sur la BBC en janvier 2020